# Georg Liberalitas

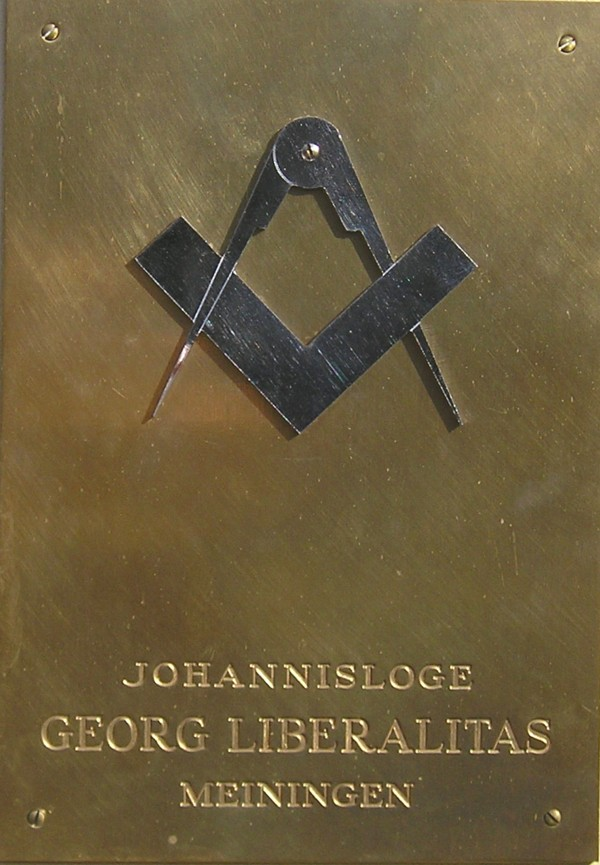
Logentafel am Sitz der Loge, dem Hotel Sächsischer Hof in Meiningen

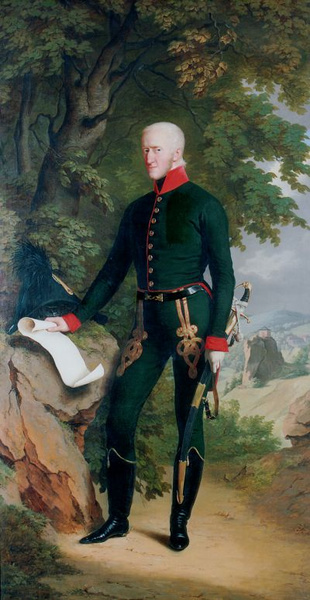
Herzog Georg I. von Sachsen-Meiningen, Namensgeber der Loge

Die Loge Georg Liberalitas ist eine 1992 gegründete Freimaurerloge in Meiningen. Die Loge hat die Matrikelnummer 993 und gehört zum Distrikt Bayern der Großloge der Alten Freien und Angenommenen Maurer von Deutschland in Berlin an.

## Geschichte
In der DDR waren Freimaurerlogen nicht erlaubt und so nahmen in Meiningen erst nach der politischen Wende von 1990 wieder Freimaurer ihre Tätigkeit auf. Sie gründeten am 13. Juni 1992 die Loge Georg Liberalitas im Marmorsaal des Schlosses Elisabethenburg in Meiningen. Sie gehört seitdem zum Distrikt Bayern der „Großloge der Alten Freien und Angenommenen Maurer von Deutschland“. Initiiert und unterstützt wurde die Gründung von Freimaurern der Loge Brudertreue am Main in Schweinfurt und der Loge Thekla – eine Leuchte in Franken in Kitzingen. Der gewählte Name Georg Liberalitas bezieht sich hierbei auf Herzog Georg I. von Sachsen-Meiningen, der als Vertreter des aufgeklärten Absolutismus und Meister vom Stuhl der Loge Charlotte zu den drei Nelken um 1800 Reformen des Schulwesens im Herzogtum und die humanitäre Hilfe für ärmere Bevölkerungsschichten förderte. Gemeinsam mit den Brüdern der 1993 reaktivierten Loge Charlotte zu den drei Nelken beging man 2016 die Feierlichkeiten zu „275 Jahre Freimaurerei in Meiningen“.
Das Domizil der Freimaurerloge Georg Liberalitas ist das Hotel Sächsischer Hof in Meiningen. „Meister vom Stuhl“ ist zurzeit der Hotelier Peter Henzel.

## Erste Meininger Logen
Eine erste Freimaurerloge in Meiningen wurde 1741 von Herzog Carl Friedrich von Sachsen-Meiningen mit dem Namen Aux Trois Boussoles (Zu den drei Kompassen) gegründet. Sie war die erste Tochterloge zur Mutterloge „Zu den drei Weltkugeln“ in Berlin und die sechste Loge in Deutschland überhaupt. Die Umgangssprache war Französisch und zu den Mitgliedern zählten vorwiegend hohe Hofbeamte. Nach dem Tod von Carl Friedrich 1743 löste sich diese Loge aber wieder auf.
Unter dem Schutz der Herzogin Charlotte Amalie von Sachsen-Meiningen wurde am 29. September 1773 ein Patent für eine neue Loge mit dem Namen Charlotte zu den drei Nelken ausgestellt, die am 31. August 1774 ihre Arbeit aufnahm. Da die Freimaurerei nicht mit der Gleichschaltungspolitik der Nationalsozialisten zu vereinbaren war, musste man die Loge Charlotte zu den drei Nelken am 1. September 1935 auflösen. Eine Neugründung von Logen in der DDR war nicht möglich, da dieser Staat in den Freimaurern politische Gegner sah und die Logen als Brutstätte für mögliche subversive Aktivitäten betrachtete. Die Loge Charlotte zu den drei Nelken wurde schließlich 1993 reaktiviert. Seit 2000 ruht die Tätigkeit der Loge, es besteht aber eine enge Verbindung zur Loge Georg Liberalitas.